# 安加图巴
安加图巴是巴西圣保罗州的一个市镇。总面积1028.702平方公里，总人口23225人，人口密度22.6人/平方公里。